# St. Laurentius (Neuastenberg)

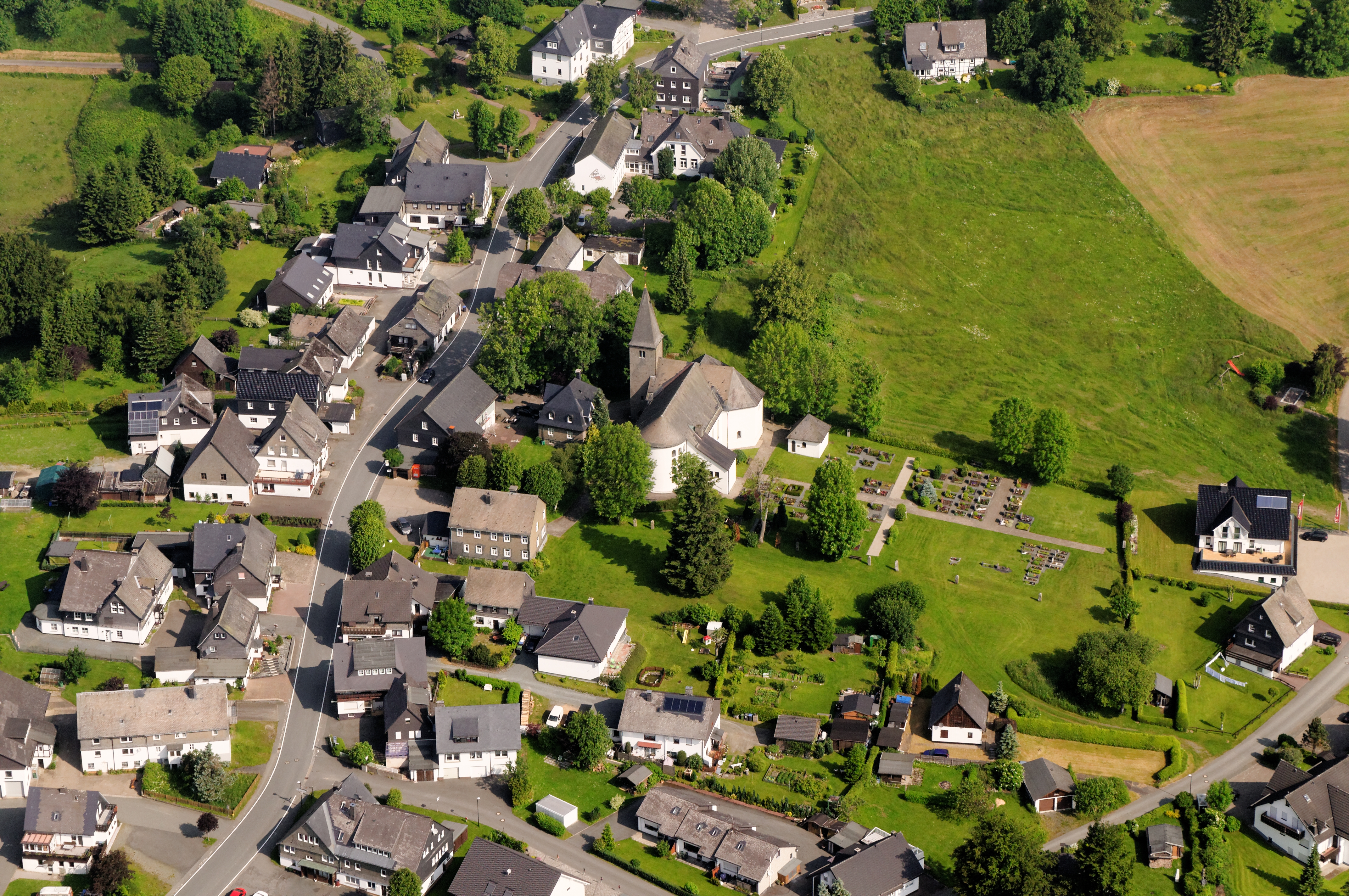
Luftbild von der Laurentiuskirche in Neuastenberg

Die römisch-katholische Pfarrkirche St. Laurentius ist ein denkmalgeschütztes Kirchengebäude in Neuastenberg, einem Stadtteil von Winterberg im Hochsauerlandkreis, Nordrhein-Westfalen. Die Kirche steht in einer Ortsrandlage am Südhang eines  Berges, westlich des Friedhofes und in Sichtweite des Postwiesen-Skigebietes. Die Gemeinde gehört zum Dekanat Hochsauerland-Ost im Erzbistum Paderborn.

## Geschichte und Architektur

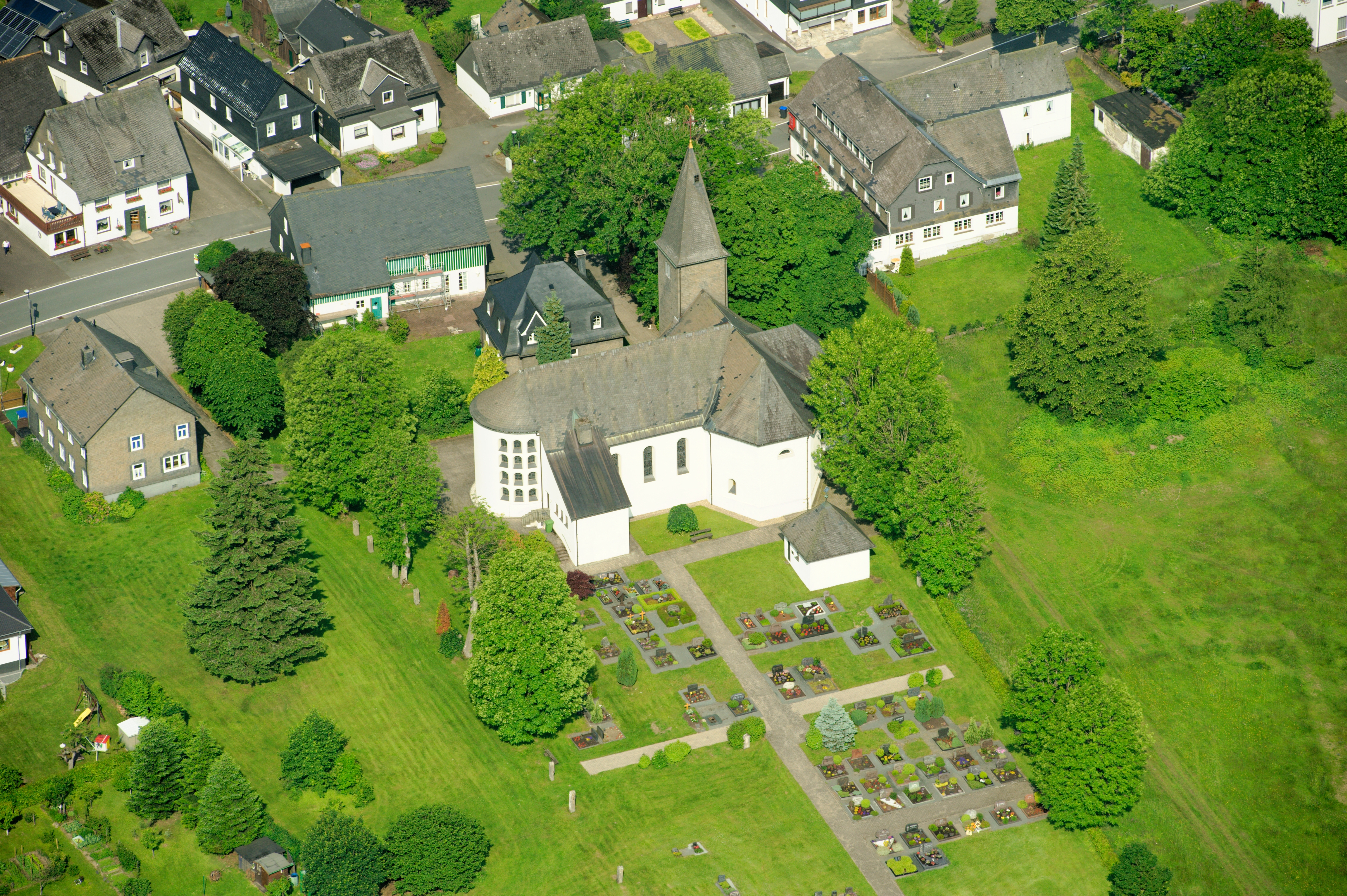
St. Laurentius

Die klassizistische, geostete Saalkirche mit dreiseitigem Chor wurde von 1837 bis 1838 nach Plänen der Berliner Oberbaudeputation errichtet. Angeblich wurden die Plänen von Karl Friedrich Schinkel erstellt. Der ursprüngliche Dachreiter wurde im Krieg beschädigt und von 1947 bis 1949 durch einen schlichten Westturm, der mit einem Zeltdach bekrönt ist, ersetzt. Zusätzlicher Platzbedarf machte eine Erweiterung notwendig.
Der vorhandene Kirchenbau wurde von 1961 bis 1962 an der Südseite nach Entwürfen des Architekten Heinrich Stiegemann in einen auch nach Süden ausgerichteten Neubau integriert, d. h. der Neubau orientiert sich vom Altbau weg. Der Anbau zu drei Jochen schließt mit einem halbrunden Chor. Die Sakristei steht seitlich. Alle Bauteile sind durch ein  Walmdach aus Schiefer zusammengefügt. Die verputzten Wände sind durch Rundbogenfenster gegliedert. An die rückseitige Verlängerung des Neubaus wurde eine rechteckige Kapelle angefügt, deren Wände durch hohe Fensterbahnen gegliedert sind.
Im Innenraum ist eine Eigenständigkeit der alten Kirche nicht mehr vorhanden. Der Chorraum von 1836 ist durch den Einbau einer Empore unkenntlich gemacht. Die Decke besteht aus quer gespannten Balken mit Intervallen in Dachform. Die neu angebaute Kapelle ist von drei Fensterseiten belichtet. Auf einer Zwischenebene ist Platz für die Orgel und die Sänger. Das Gestühl ist in zwei Bankreihen angeordnet und richtet sich auf den neuen, um vier Stufen erhöhten Chor. Das Schiff und der Chor sind durch einen großen, runden Triumphbogen getrennt. Die Ornamentverglasung in den zwölf seitlichen, kleinen Bogenöffnungen des Chores wurde 1962 nach Entwürfen von Wilhelm de Graaff angefertigt. Ebenfalls von de Graaf stammen die Heiligenbildnisse in den Rundbogenfenstern des Schiffes.

## Ausstattung
Die einheitliche Ausstattung des alten Gebäudes stammt aus der Erbauungszeit.
- Die Kreuzwegstationen sind im Nazarenerstil auf Kupferplatten gemalt, sie sind Arbeiten des Kirchenmalers Bergenthal.
- Ein weiter Kreuzweg befindet sich auf dem Friedhof östlich der Kirche, die Stationshäuschen wurden im 19. Jahrhundert gebaut und entlang der Friedhofsmauer aufgestellt.[6]
- Bemerkenswert ist eine große spätgotische Monstranz mit klassizistischen Ergänzungen.[7]